# Helvezia Balta Salazar
María Helvezia Balta Salazar (Chimbote, 23 de marzo de 1955) es una médica y política peruana. Ejerció como congresista de la república en representación de Áncash durante el periodo 2006-2011.

## Biografía
Nació en la ciudad de Chimbote, el 23 de marzo de 1955. Es hija de Gonzalo Balta y de Emperatriz Salazar.
Cursó sus estudios primarios en la Escuela Primaria 314 y los secundarios en el Colegio Nacional de Mujeres “Inmaculada de la Merced” y el Colegio Particular “Santa María de Cervello”. Entre 1971 y 1982 cursó la carrera de medicina humana en la Universidad Peruana Cayetano Heredia. Desde 1982 desempeñó su profesión en la ciudad de Chimbote principalmente en hospitales públicos y de EsSalud.
También desempeñó los cargos de secretaria de actas en la Sociedad de Pediatría Filial Chimbote, como encargada del área médica del Centro Médico del Cono Sur –IPSS Nuevo Chimbote, directora clínica del Pescador Caja de Beneficios y Seguridad Social del Pescador, presidenta de la Asociación de Profesionales de las Ciencias de la Salud Caja de Beneficios y Seguridad Social del Pescador y presidenta del directorio de la Sociedad de Beneficencia Pública en Chimbote.

## Carrera política
Desde su época de estudiante universitaria formó parte del Partido Aprista Peruano, afiliándose en 1968. En las elecciones municipales de 1998 fue candidata a regidora provincial de la provincia del Santa y en las elecciones municipales complementarias de 1999 en el distrito de Nuevo Chimbote sin resultar elegida.

### Congresista de la República
En las elecciones parlamentarias del año 2006, postuló al Congreso de la República en representación del Departamento de Áncash por el Partido Aprista Peruano. Balta resultó elegida para el periodo parlamentario 2006-2011.
Durante su gestión como congresista participó en la presentación de un total de 252 proyectos de ley de las que 52 fueron promulgadas como leyes.
Intentó su reelección en las elecciones del año 2011, sin embargo, no tuvo éxito. 
En el año 2016, Helvezia Balta renunció al Partido Aprista Peruano tras haber sido estafada por el pago de S/35.000 para su precandidatura al Congreso en las elecciones del 2016. Luego en 2017, se afilió al partido izquierdista Juntos por el Perú y participó en las elecciones regionales del 2018 como candidata a la presidencia del Gobierno Regional de Áncash, quedando en la 12° posición con sólo el 2.128% de los votos.
Intentó volver al Congreso de la República en las elecciones extraordinarias del 2020 y en las elecciones parlamentarias del 2021, ambas sin resultar elegida.